# عمر لارا
لويس عمر لارا مندوزا (9 يونيو 1941 - 2 يوليو 2021)، هو شاعر ومترجم ومحرر تشيلي. 